# Canis lupus griseoalbus
Canis lupus griseoalbus és una subespècie extinta del llop (Canis lupus). Menjava caribús. Es trobava al Canadà: Manitoba, Alberta, Saskatchewan, Terranova i els Territoris del Nord-oest.